# 迪娅南达·霍伊鲁尼萨
迪娅南达·霍伊鲁尼萨（1997年3月16日—）生于泗水，是一名印度尼西亚女子射箭运动员，主攻反曲弓项目。她的父亲Zaenudin是一名前马来武术选手，母亲则从事射箭运动。迪娅南达七岁时受母亲影响开始练习射箭，十岁时首次参加比赛，她在青少年时期同时练习马来武术和射箭两项运动，后来她考虑到伤病风险的问题而选择放弃马来武术，专攻射箭。大学时她在艾尔朗加大学修读心理学专业，她认为学习心理学对于她的射箭有一定帮助。